# Bruno Miranda
Bruno Soares Rodrigues Miranda (Joinville, 13 de julho de 1990), conhecido artisticamente como Borat, é um ator e modelo brasileiro.

## Biografia e carreira
Bruno Miranda nasceu em Joinville, Santa Catarina, em 13 de julho de 1990. Iniciou sua carreira como modelo aos 21 anos, e em 2013, fez uma pequena participação no programa Amor & Sexo usando uma sunga verde mostrando o bumbum, e a partir do ano seguinte entrou para o elenco fixo do programa como o personagem Borat até o final da atração em 2018.
Com o fim do Amor & Sexo, Bruno passou a focar a sua carreira pela internet, mas com conteúdo voltado ao público adulto. Em um dos seus trabalhos, ele realizava um bate papo pelo Instagram, que contava com um strip tease parcial, mas abordando vários temas ligados ao sexo. Em 25 de novembro de 2020, Miranda foi vítima de um tiroteio, enquanto caminhava no Recreio dos Bandeirantes. Apesar de ter sido atingido na barriga, o ator conseguiu se recuperar. Após o incidente, voltou a trabalhar com vendas, chegando a abrir uma barraca na praia de Copacabana.
Em 2021 estreou como ator em telenovelas, participando de Gênesis, da Record, mas em uma participação especial como um dos soldados do rei Quedorlaomer (Gustavo Novaes).
Em 2022 abriu um grupo privado pelo Telegram para interação com os seus fãs e exibir as suas fotos sensuais com o preço de 1 real. Em 2024 entrou para as plataformas digitais como OnlyFans e Privacy, além de abrir um curso para os interessados a vender conteúdo adulto sem exibir o rosto. No mesmo ano, retornou à TV Globo, mas em uma participação especial em Família É Tudo.

## Vida pessoal
Foi casado com a médica Mariana Melgaço de Mello até outubro de 2023 e é pai de Enzo.

## Filmografia

### Televisão
| Ano       | Título         | Papel                       |
| --------- | -------------- | --------------------------- |
| 2013–2018 | Amor & Sexo    | Borat                       |
| 2021      | Gênesis        | Soldado do rei Quedorlaomer |
| 2024      | Família É Tudo | Monstrão                    |

### Teatro
| Ano  | Título                    | Papel   |
| ---- | ------------------------- | ------- |
| 2017 | A Volta de Quem Já Se Foi | Gogoboy |